# Solitaire (chanson de Neil Sedaka)
Pour les articles homonymes, voir Solitaire.
Singles de Carpenters
Only Yesterday
(1975) There's a Kind of Hush (All Over the World)
(1976)
Solitaire est une chanson co-écrite par Neil Sedaka et originellement parue sur son album Solitaire sorti en 1972.
La chanson a été reprise par de nombreux artistes, notamment par les Searchers (1973), Andy Williams (1973) et les Carpenters (1975).
La version d'Andy Williams a atteint la 4e place au Royaume-Uni. (Elle a débute à la 46e du classement des ventes de singles britannique en décember 1973 et a atteint la 4e place en février de l'année suivante.) Aux États-Unis, elle a atteint la 23e place du classement Easy Listening de Billboard (en novembre 1973), mais n'est pas entrée dans le Hot 100.
La version des Carpenters est initialement parue sur leur album Horizon publié en juin 1975 et est ensuite sortie en single. Elle a atteint la 17e place au Royaume-Uni et la 32e place aux États-Unis (dans le Billboard Hot 100),.